# Claudia Pechstein
Claudia Pechstein   (Berlín Est, 22 de febrer de 1972) és una patinadora de velocitat sobre gel alemanya, una de les més destacades entre la dècada del 1990 i del 2000. Actualment és la patinadora amb més medalles olímpiques, amb un total de nou.

## Biografia
Va néixer el 22 de febrer de 1972 a la part est de Berlín, en aquells moments una ciutat partida i capital de la República Democràtica Alemanya (RDA) i que avui en dia és la capital d'Alemanya.

## Carrera esportiva
Especialista en llargues distàncies va participar, als 19 anys, als Jocs Olímpics d'Hivern de 1992 realitzats a Albertville (França), on aconseguí guanyar la medalla de bronze en l'única prova que va disputar, els 5.000 metres femenins. En els Jocs Olímpics d'Hivern de 1994 realitzats a Lillehammer (Noruega) participà en dues proves, aconseguint guanyar la medalla d'or en la prova dels 5.000 metres i la medalla de bronze en els 3.000 metres. En els Jocs Olímpics d'Hivern de 1998 realitzats a Nagano (Japó) participà en tres proves, aconseguint revalidar la medalla d'or en els 5.000 metres i aconseguint la medalla de plata en els 3.000 metres, a més de finalitzar setè en els 1.500 metres. En els Jocs Olímpics d'Hivern de 2002 realitzats a Salt Lake City (Estats Units) aconseguí guanyar la medalla d'or en les dues proves de llargues distàncies, els 5.000 i els 3.000 metres, a més de finalitzar sisena en els 1.500 metres. En els Jocs Olímpics d'Hivern de 2006 realitzats a Torí (Itàlia) Pechstein es convertí en la primera patinadora a aconseguir una medalla en quatre Jocs Olímpics diferents gràcies a la seva victòria en la prova de persecució femenina, a més de guanyar la medalla de plata en la prova dels 5.000 metres i finalitzar cinquena en els 3.000 metres.
Al llarg de la seva carrera ha guanyat 36 medalles en el Campionat del Món de patinatge de velocitat, destacant sis medalles d'or. En el Campionat d'Europa de patinatge de velocitat ha aconseguit 10 medalles, tres d'elles d'or.